# 9669 Symmetria
9669 Symmetria è un asteroide della fascia principale. Scoperto nel 1997, presenta un'orbita caratterizzata da un semiasse maggiore pari a 3,2116098 UA e da un'eccentricità di 0,1945285, inclinata di 0,44406° rispetto all'eclittica.